# گابریل لامه

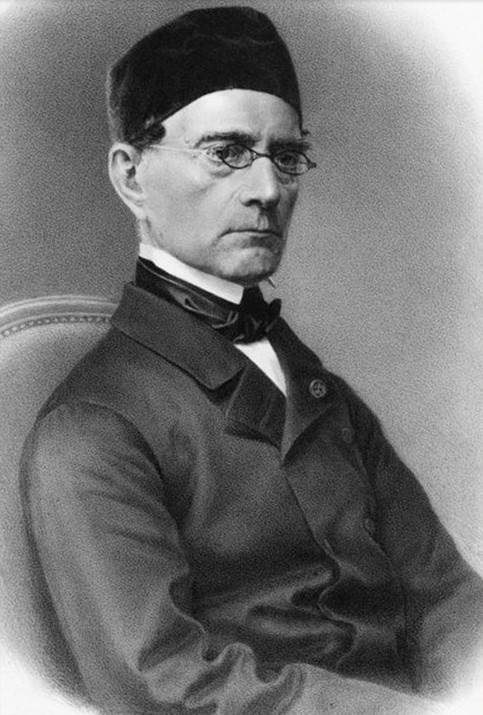
گابریل لامه

گابریل لامه (به انگلیسی: Gabriel Lame) متولد ۱۸۷۰–۱۷۹۵ در فرانسه  می‌باشد.

## زندگی‌نامه
گابریل لامه در سال ۱۸۱۳ به دانشگاه پلی تکنیک اکول رفت و درسال۱۸۱۷ از آنجا فارغ‌التحصیل شد. وی تحصیلاتش را در اکول دِ منس ادامه داد و در سال ۱۸۲۰ از آنجا فارغ‌التحصیل شد.

در سال ۱۸۲۰ به روسیه رفت و در سنت پترزبوک رئیس مدرسهٔ بزرگراه‌ها و حمل و نقل گشت. وی نه تنها درس می‌داد بلکه همزمان جاده‌ها و پل‌های روسیه را طراحی می‌کرد. در سال ۱۸۳۲ به پاریس بازگشت و در آنجا به تأسیس یک شرکت مهندسی کمک کرد. با این حال وی شرکت را رها کرد و در دانشگاه پلی تکنیک اکول سمت استادی درس فیزیک را قبول نمود و تا سال ۱۸۴۴ همان‌جا ماند. در این دوران علاوه بر تدریس در خارج از دانشگاه به عنوان مهندس مشاور فعالیت داشت و رئیس مهندسین معدن بود و در ساخت خطوط راه‌آهن همکاری می‌کرد.

لامه کارهای اساسی در مبحث نظریهٔ اعداد ارائه داد و در ریاضیات و ترمودینامیک(thermodynamice)کار کرد. یکی از کارهای شناخته نشدهٔ او تعریف مختصات خمیدهٔ خطی(curvilinear coordinates)است. در مبحث نظریهٔ اعداد، وی قضیهٔ آخر فرما را برای n=۷ به عنوان کران بالا برای تعداد تقسیم‌های مورد استفاده برای الگوریتم اقلیدسی اثبات نمود.

از نظر گوس(Gauss)، که یکی از مهم‌ترین ریاضی دانان تمام دوران‌ها است، لامه یکی از برجسته‌ترین ریاضی دانان فرانسوی عصر خود بود. با این حال، ریاضی دانان فرانسوی وی را به عنوان یک ریاضی‌دان کاربردی (عملی) می‌دانند در حالی که دانشمندان فرانسوی وی را ریاضی‌دان نظری می‌دانند.

## قضیهٔ لامه
قضیه لامه[Lame's]فرض کنید aوb اعداد صحیح مثبت با a≥b باشند. آنگاه تعداد تقسیم‌های به کار رفته در الگوریتم اقلیدسی برای پیدا کردن gcd(a,b) کوچک‌ترین یا مساوی با پنج برابر تعداد ارقام دهدهی b است.

### اثبات
یادآوری می‌کنیم که وقتی الگوریتم اقلیدسی در پیدا کردن gcd(a,b),a≥b به کار گرفته می‌شود دنبالهٔ تساوی‌های زیر که در آن (a=r0,b=r1) به دست می‌آید.

r0=r1q1+r2 0≤r2<r1

r1=r2q2+r3 0≤r3<r2

...

rn-2=rn-1qn-1+rn 0≤rn<rn-1

rn-1=rnqn

در بدست آوردن n,rn=gcd(a,b) تقسیم به کار رفته‌است. دقت کنید که خارج قسمت‌های q1,q2,q3,...qn-1 حداقل ۱ هستند. به علاوه qn≥۲، چون rn<rn-1 در نتیجه

rn≥۱=f2

rn-1≥2rn≥2f2=f3

rn-2≥rn-1+rn≥f3+f2=f4

...

r2≥r3+r4≥fn-1+fn-2=fn

b=r1≥r2+r3≥fn+fn-1=fn+1

بنابراین در استفاده از الگوریتم اقلیدسی برای پیدا کردن gcd(a,b) با n,a≥b تقسیم به کار می‌رود، آنگاه b≥fn+1.